# Karin Burneleit
Karin Burneleit, épouse Krebs, née le 18 août 1943 à Gumbinnen, est une athlète représentant l'Allemagne de l'Est, spécialiste du demi-fond. 

## Biographie
En 1971, Karin Burneleit devient championne d'Europe du 1 500 mètres, devant sa compatriote Gunhild Hoffmeister et l'Ouest-allemande Ellen Tittel.

### Palmarès
| Date | Compétition                    | Lieu     | Résultat | Épreuve | Performance   |
| ---- | ------------------------------ | -------- | -------- | ------- | ------------- |
| 1968 | Jeux européens en salle        | Madrid   | 1re      | 800 m   | 2 min 07 s 6  |
| 1970 | Universiade                    | Turin    | 3e       | 800 m   | 2 min 02 s 2  |
| 1971 | Championnats d'Europe          | Helsinki | 1re      | 1 500 m | 4 min 09 s 6  |
| 1972 | Jeux olympiques                | Munich   | 4e       | 1 500 m | 4 min 04 s 11 |
| 1974 | Championnats d'Europe en salle | Göteborg | 2e       | 1 500 m | 4 min 11 s 33 |

### Records
| Épreuve      | Performance   | Lieu   | Date |
| ------------ | ------------- | ------ | ---- |
| 800 mètres   | 2 min 00 s 1  | —      | 1971 |
| 1 500 mètres | 4 min 04 s 11 | Munich | 1972 |